# Młynowo (Jarzeń)
Młynowo – nieoficjalny przysiółek wsi Jarzeń w Polsce położony w województwie warmińsko-mazurskim, w powiecie braniewskim, w gminie Lelkowo.
W latach 1975–1998 miejscowość administracyjnie należała do województwa elbląskiego.
Podobnie jak pobliski Jarzeń wieś całkowicie rolnicza, zasiedlona głównie przez ludność pochodzenia ukraińskiego przesiedloną z południowo-wschodniej Polski w ramach akcji „Wisła”. Czasy świetności wsi minęły wraz z końcem II wojny światowej. Vro.Mühlenhof (dawna nazwa) lub Arnsteiner Mühlenhof (Jarzeński Młyn) był w zasadzie odrębną miejscowością, a właściwie majątkiem składającym się z młyna i zabudowań towarzyszących (tartak i kuźnia). Ostatnia przebudowa tych obiektów została dokonana w 1910 roku staraniem Gotha i spółka. Wieś zelektryfikowano dopiero w 1968 i wówczas młyn otrzymał oprócz turbiny wodnej napęd elektryczny.
Wieś bardzo malownicza, o unikatowych walorach krajoznawczych, zasiedlona przez liczną populację bociana białego – na każdym budynku istnieje nawet kilka gniazd.
Walory przyrodnicze zostały poważnie zniszczone po akcjach melioracyjnych w latach 70. XX wieku oraz dewastacji wskutek nieprzemyślanych działań budowlanych (młyn rozebrano, śluzy zniszczono).
Powstanie wsi datuje się na okres średniowiecza, o czym świadczyły ślady odkryte podczas budowy małej elektrowni wodnej (podczas tego przedsięwzięcia zniszczono historyczną śluzę i malowniczy wodospad).
Obecny kształt wsi to jej pozostałości po zniszczeniach wojennych, budynki pochodzą z lat 30. XX wieku – podobnie jak wszystkich pobliskich miejscowości i są efektem ekspansji gospodarczej tamtych czasów. Wieś leży około 2 km od granicy państwa z obwodem królewieckim i ok. 4 km od miejscowości i Jeziora Głębockiego.